# 圣格雷戈里乌 (阿拉约卢什)
圣格雷戈里乌是葡萄牙埃武拉区阿拉约卢什的一个堂区。总面积74.36平方公里，总人口396人，人口密度5.3人/平方公里。